# BeSTA
BeSTA（ベスタ、Banking application engine for STandard Architecture）は、NTTデータが開発した「次世代バンキングアプリケーション」のパッケージソフトウェア、NTTデータ標準バンキングシステム（エヌ・ティ・ティ・データひょうじゅんバンキングシステム）の略称である。
主に全国地方銀行協会加盟行向けの勘定系システム用ソフトウェアパッケージである。

## 概要
BeSTAを採用したシステム共同化には、NTTデータ地銀共同センター、「MEJAR」、「STELLA CUBE」、「BeSTAcloud」がある（詳細は後述）。特徴はマルチプラットフォームで、稼働するコンピュータ（ベンダー）を選ばないが、日立製作所および富士通のメインフレームで稼働している（2018年6月現在）。
2006年（平成18年）9月、上位・中堅地方銀行向け国際系システムである「BeSTA-FX」も発表した。「BeSTA-FX」は、「NTTデータ地銀共同センター」の国際系システムをベースとしており、アウトソーシングサービスも提供する。BeSTAには、勘定系のほかに、営業系システムであるBeSTAlinkも開発されている。
2018年（平成30年）7月、NTTデータがオープン基盤環境において、「BeSTA」を使用した性能面などの実現可能性確認を含む主要課題に関する技術検証を完了したと発表している。
2024年（令和6）1月、MEJARをメインフレームからLinuxサーバへリプレースを実施。他のシステムも2030年前後をめどに、メインフレームからLinuxサーバへのリプレースが検討されている。

## 採用行
NTTデータは、2008年（平成20年）4月に足利銀行の地銀共同センターへの参加を発表した際に「BeSTA利用行は22行（予定行含む）」と発表した。この数には、日立製作所から提供されているNEXTBASE採用行は数に含めていないと考えられる。

### MEJAR
読み方は、メジャー。Most Efficient Joint Advanced Regional banking-system（「最も効率的な先進的地方銀行共同システム」の略）。
正式名称はNTTデータ 3行共同利用システム。NTTデータ地銀共同センターと横浜銀行・北陸銀行・北海道銀行の共同開発。3行とも従前は富士通メインフレームだったこともあり、同社メインフレームで稼働をはじめた。2015年（平成27年）10月には、基盤更改(第2期)、2016年（平成28年）1月には、富士通メインフレームの勘定系システムを自営していた七十七銀行、2019年（平成31年）1月には、浜銀と同じ持株会社の傘下に入った東日本銀行も「MEJAR」に移行した。
なお、5行とNTTデータは、2024年（令和6年）1月に富士通メインフレームからオープンソースソフトウェアのLinux基盤の富士通サーバに移行(第3期)。ミドルウェアには、PITONを採用した。オープン基盤移行後の2030年度を目処に広島銀行が参加する予定で、同時に基盤のクラウド化などの実施も検討する(第4期)。
- 横浜銀行 - 2010年1月4日稼働開始[8][9]。
- 北陸銀行 - 2011年5月6日稼働開始[10]。
- 北海道銀行 - 2011年5月6日稼働開始[10]。
- 七十七銀行 - 2016年1月4日稼働開始[11][12]。
- 東日本銀行 - 2019年1月4日稼働開始[6][13]。
- 広島銀行 - 2030年度を目処に稼働予定[7]。

### STELLA CUBE（ステラキューブ）
NTTデータが1997年（平成9年）5月より運用している勘定系パッケージ・STARシリーズの一つ「スターエース（STAR-ACE）」（富士通メインフレーム）の後継システムとして、2008年（平成20年）3月に発表。翌年、名称を「NTTデータ基幹系共同センター（名称：STELLA CUBE）」と発表した。

### BeSTAcloud（ベスタクラウド）
フィデアホールディングスなどを対象に、新たにクラウドシステムにて開発された勘定系システム。開発発表当時、NTTデータ地銀共同センターを利用していた荘内銀行の現行内容の移行しやすさなどから、日立製作所のメインフレームで構築された。2014年（平成26年）3月17日に荘銀、5月7日北都銀行が移行した。
このほか、2016年5月2日にはあおぞら銀行、2019年1月には、NTTデータが運用を受託するシステムバンキング九州共同センター（SBK）の勘定系が一括してBeSTAcloudに移行され、新規にSBKに加盟した沖縄海邦銀行は5月に移行を完了した。
- 荘内銀行 - 2014年3月17日稼働開始[18]。
- 北都銀行 - 2014年5月7日稼働開始[18]。
- あおぞら銀行 - 2016年5月2日稼働開始[19][20]。
- システムバンキング九州共同センター - 2019年1月4日稼働開始[21]（沖縄海邦銀行は、5月7日稼働開始[22]）。

### その他形態

#### 労働金庫勘定系システム（アール・ワンシステム）
労働金庫連合会により、全国の労働金庫が共同運用している勘定系システム（ユニティシステム）は、従来は富士通メインフレームで稼働していた。
2014年1月5日、日立製作所メインフレームで構築し、BeSTAのアーキテクチャに労金の特有機能をカスタマイズした版である、アール・ワンシステムの稼働を始めた。

## 関連事項
- PROBANK
- BankingWeb21